# ピテーリオ
ピテーリオ (Piteglio) は、人口1,664人のイタリア共和国トスカーナ州ピストイア県に存在した基礎自治体（コムーネ）。
2017年1月1日に、サン・マルチェッロ・ピストイエーゼと合併して、サン・マルチェッロ・ピテーリオとなった。

## 姉妹都市
- La Güera、西サハラ
- Saône、フランス